# Julie Chen (actrice)
Pour l’article homonyme, voir Julie Chen.
Julie Chen, née le 11 septembre 1996 à Paris 12e, est une actrice, mannequin et commissaire aux comptes française d'origine chinoise.

## Biographie
Julie Chen est une actrice d'origine chinoise, connue pour avoir interprété la princesse Fu Yi, l’un des personnages principaux du film Astérix et Obélix : L'Empire du Milieu, réalisé par Guillaume Canet et sorti le 1er février 2023. Elle a un frère champion de kung-fu. Passionnée par le cinéma depuis l'enfance, Julie Chen rêve d’être un jour à l’écran, comme Marion Cotillard, son idole qui l’a subjuguée en 2007 dans La Môme. Parallèlement à son parcours scolaire, elle prend des cours de comédie de 2014 à 2019 au sein de l'Acting Basics Club avec Rachel Somes,.
Après le bac, Julie Chen choisit de faire des études d’économie, puis fait carrière dans l’audit financier. Toujours fascinée par le septième art, elle passe des castings pour jouer dans des publicités. On la voit notamment dans une pub Swarovski en 2017, puis Lancôme en 2018 et Puma en 2021. Elle obtient également des rôles à la télévision, dans Abus de confiance sur C8 en 2017 et dans la série chinoise Crocodile and the Plover Bird en 2018.
Julie Chen tente sa chance pour le rôle de la princesse Fu Yi dans Astérix et Obélix : L'Empire du Milieu, qu’elle obtient haut la main. Pour ses débuts devant la caméra, elle joue ainsi aux côtés de son idole, Marion Cotillard, mais aussi de Gilles Lellouche, Jonathan Cohen, Vincent Cassel, José Garcia, Pierre Richard, Manu Payet, Audrey Lamy, Jérôme Commandeur, Bun Hay Mean, Matthieu Chedid, Orelsan, Angèle, Ramzy Bedia et Zlatan Ibrahimović. Pour le casting, elle se filme dans sa chambre. Guillaume Canet affirme « qu’il l’a choisie parmi 300 candidates. C’était très compliqué car il fallait trouver une actrice qui soit à la fois chinoise d’origine, ayant des bases de kung-fu, tout en ayant un « charme fou ». Julie a une histoire incroyable : elle rêvait de faire du cinéma mais elle était commissaire aux comptes ! Quand elle a vu l’annonce pour le casting, elle s’est filmée dans sa chambre et quand j’ai regardé la vidéo, j’ai trouvé qu’elle avait vraiment un truc… Je l’ai donc rencontrée plusieurs fois pour faire des essais et quand j’ai abordé la question des arts martiaux, elle m’a dit que son frère était champion de kung-fu et qu’il y avait un dojo chez eux pour que tout le monde pratique ! Mon choix
était donc fait… »
Julie Chen voue une passion pour le cinéma depuis son enfance grâce à Marion Cotillard. Le 24 janvier 2023 dans l'émission Quotidien elle déclare « Quand j’étais plus jeune j’habitais à Belleville. Et à Belleville, il y a une plaque commémorative avec le nom d'Édith Piaf dessus. Et je demande à ma sœur : « Mais c’est qui Édith Piaf ? » Et elle me dit : « Il y a ‘La Môme’ on va aller voir le film ». » La fillette est alors subjuguée par le jeu de Marion Cotillard dans le film d’Olivier Dahan. « Ça m’a mis une très grande claque. Au début, avec toute l’innocence que j’avais, je n’avais pas compris qu’il s’agissait d’une actrice. Je pensais réellement que c’était Édith Piaf. J’ai dit à ma sœur : « Ça y est, moi c’est ça que je veux faire. »[source secondaire souhaitée]

## Filmographie[1]

### Cinéma

#### Longs métrages
- 2018 : Le Flic de Belleville de Rachid Bouchareb : la serveuse
- 2023 : Astérix et Obélix : L'Empire du Milieu de Guillaume Canet : Princesse Fu Yi
- 2024 : La Promesse verte d'Édouard Bergeon : Nila Jawad

### Télévision
- 2017 : Abus de confiance, C8 : Rachel Lee
- 2018 : Crocodile and the Plover Bird, Série TV Chinoise, Hunan TV : Nana

### Publicité
- 2017 : Swarovski — Elle — Campagne publicitaire Internationale diffusée dans 17 pays (Magazine, Internet)[4]
- 2018 : Lancôme — Teint Idôle Ultra Wear
- 2018 : Lancôme — Nanoentek
- 2021 : Puma — Courir

### Clips
- 2019 : Ladyboy — Indochine

### Vie privée
Son frère, Olivier Chen, est champion de Kung fu. Avec le français et le chinois-mandarin comme langues maternelles, Julie Chen parle couramment l'anglais et un peu l'espagnol.
Elle pratique le kung-fu, la boxe anglaise, la danse classique et l'équitation. Et dans le domaine musical, le piano et le chant.